# Tetsurō Araki
Tetsurō Araki (荒木 哲郎?, Araki Tetsurō; Sayama, 5 novembre 1976) è un regista giapponese.

## Biografia
Dopo essersi laureato all'Università Senshū di Chiyoda, Araki iniziò a collaborare con lo studio Madhouse per poi passare a Production I.G nel 2011. I suoi primi lavori furono la direzione di singoli episodi di serie televisive, mentre il suo debutto come regista avvenne nel 2005 con l'OAV Otogi-jūshi Akazukin. Tra i suoi lavori più conosciuti figurano gli adattamenti anime di Death Note e L'attacco dei giganti.

## Opere
- Otogi-jūshi Akazukin (2005)
- Death Note (2006-2007)
- Kurozuka (2008)
- Highschool of the Dead (2010)
- Guilty Crown (2011)
- L'attacco dei giganti (2013-2019)
- Kabaneri of the Iron Fortress (2016)
- Bubble (2022)